# Nadiójnaia
Nadiójnaia - Надёжная (rus) - és una stanitsa a 23 km al sud-oest d'Otràdnaia i a 213 km al sud-est de Krasnodar (krai de Krasnodar, Caucas Nord, Rússia). La localitat fou fundada el 15 d'abril de 1860, dins del territori de l'otdel de Batalpaixinksaia per cosacs de la línia del Caucas.